# Vandre
Die Vandre (in der Gewässerdatenbank SANDRE als Vande bezeichnet) ist ein Fluss in Frankreich, der im Département Orne in der Region Normandie verläuft. Sie entspringt im westlichen Gemeindegebiet von Le Bouillon entwässert in mehreren großen Schleifen generell in südöstlicher Richtung durch den Regionalen Naturpark Normandie-Maine und mündet nach insgesamt rund 22 Kilometern im südlichen Gemeindegebiet von Essay als rechter Nebenfluss in einen Seitenarm der Vézone. In ihrem Mittelabschnitt quert die Vandre die Autobahn A28 sowie die hier parallel verlaufende Bahnstrecke von Caen nach Le Mans.

## Orte am Fluss
(Reihenfolge in Fließrichtung)
- Le Bouillon
- La Chapelle-près-Sées
- Saint-Gervais-du-Perron
- La Corbeillère, Gemeinde Ménil-Erreux
- Le Hamel, Gemeinde Bursard
- La Renouillère, Gemeinde Essay